# IC 1399
IC 1399 ist eine kompakte Galaxie vom Hubble-Typ C im Sternbild Pegasus am Nordsternhimmel. Sie ist schätzungsweise 524 Mio. Lichtjahre von der Milchstraße entfernt und hat einen Durchmesser von etwa 45.000 Lj.
Das Objekt wurde am 9. Oktober 1891 von Stéphane Javelle entdeckt.